# Pomestie
Pomestie (em russo:  Поместье, transl. Pomest'ye; lit.: Propriedade senhorial) era um tipo de Propriedade rural concedida por serviço militar ou governamental na Rússia no final do séc. XV - início do séc. XVIII. O dono da pomestie era chamado de Pomeshchique (em russo:  Помещик), os Senhores de Terras ou Senhorios.

Concedida em troca de serviço militar ou de qualquer outro serviço público, inicialmente com caráter vitalício. De acordo com o historiador Basílio Osipoviche Kliuchevski, era:
... um lote de terra estatal (Terra negra) ou da Igreja dado pelo soberano ou por uma instituição eclesial para posse pessoal a um servo sob a condição de serviço, ou seja, como recompensa pelo serviço e, ao mesmo tempo, como um meio de serviço. Assim como o próprio serviço, essa posse era temporária, geralmente vitalícia. Pela sua natureza condicional, pessoal e temporária, a pomestie diferia da votchina, que constituía a propriedade fundiária hereditária plena do seu proprietário.
Posteriormente, passou a ser repassada por herança, bem como por permuta, entrega e outros meios de pomeshchique (dono da pomestie) para pomeshchique. A posse da pomestie estava associada à posse dos camponeses que a habitavam. De acordo com o Decreto sobre Herança Única (1714), a pomestie fundiu-se com a votchina num único tipo de Propriedade rural, a imenie (em russo:  Имение).
Os análogos europeus são a hacienda espanhola e a fazenda portuguesa.[carece de fontes?]